# 王猷 (萬曆丙辰進士)
王猷（1582年—1631年），字胤方，號壮其，广东东莞人，明朝政治人物。同進士出身。

## 生平
九月二十七日生。萬曆三十七年（1609年）己酉科廣東鄉試第二十一名舉人，四十四年（1616年），登丙辰科三甲二百一名進士。工部觀政，四十六年授行人，天啓元年順天同考，三年補原职，五年考选，授户部主事，七年管崇文门课税，本年升雲南司员外郎，升任泉州府知府，擢福建兴泉道副使，卒于官。

## 家族
曾祖王文通，寿官。祖父王敖，庠生。父王克思，庠生。